# Lotta Svard
Lotta Svärd foi uma organização paramilitar voluntária para mulheres da Finlândia. Formada originalmente em 1918, teve uma grande adesão empreendendo trabalho social voluntário nos anos de 1920 e 1930. Durante a Segunda Guerra Mundial, foi mobilizada para substituir os homens convocados para o exército. Serviu em hospitais, em pontos de ataques aéreos, e em outras tarefas auxiliares em estreita cooperação com o exército. As mulheres eram oficialmente desarmadas, exceto em uma bateria antiaérea em 1944. Aila Virtanen argumenta que a sua "responsabilidade para com a nação tomou uma forma pública masculina e militar, mas tinha um lado feminino privado, incluindo características como cuidar, ajudar e amar." A organização foi suprimida pelo governo após a guerra.

## Nome
O nome vem de um poema de Johan Ludvig Runeberg. Parte de um grande e famoso livro, Os Contos do alferes Stal, o poema descreve uma mulher fictícia chamada Bruna Svärd. De acordo com o poema, um militar finlandês, soldado Svärd - em sueco:  svärd significa uma espada - foi lutar na Guerra Finlandesa e levou sua mulher, Bruna, junto com ele. Soldado Svärd foi morto em batalha, mas sua esposa permaneceu no campo de batalha, tendo cuidado de soldados feridos. O nome foi criado pelo Marechal Mannerheim em um discurso proferido em 16 de Maio de 1918.

## História

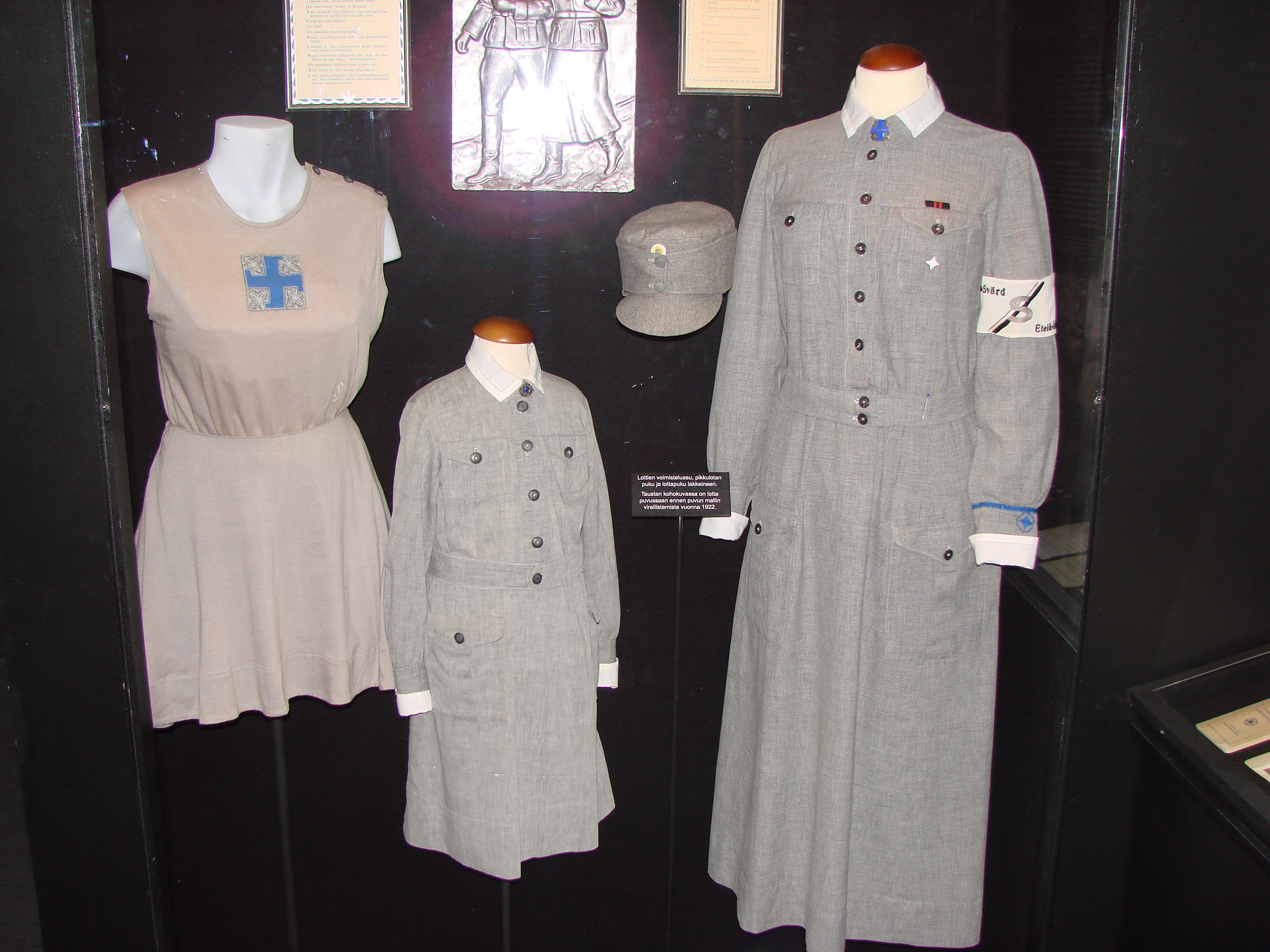
Uniformes da Lotta Svärd.

Durante a Guerra Civil finlandesa foi associado com o Guarda Branca. Após a guerra, em 9 de setembro de 1920, Lotta Svärd foi fundada como uma organização separada. A primeira organização a usar o nome Lotta Svärd foi a de Riihimäki, fundada em 11 de novembro de 1918.

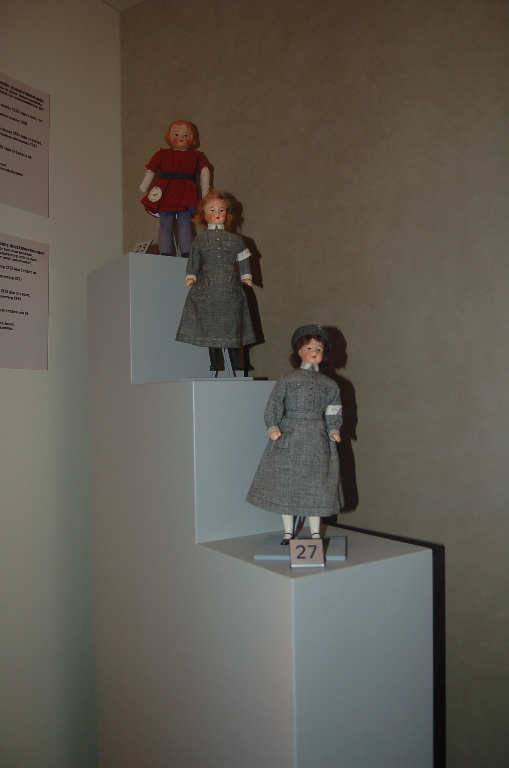
Bonecas vestidas como Lottas.

A organização se expandiu durante a década de 1920 e incluiu 60.000 membros em 1930. Em 1944 incluiu 242,000 voluntários, a maior organização voluntária no mundo, enquanto a população total da Finlândia foi de menos de quatro milhões.
Durante as décadas de 1920 e 1930, apenas cidadãs finlandesas cristãs eram elegíveis para entrar para a organização, e duas referências de pessoas consideradas confiáveis eram necessárias. Este último requisito foi muitas vezes ignorado após a eclosão da Guerra de Inverno, em 1939. Os estrangeiros só poderiam ser aceitos com autorização especial. No entanto, em 1940, as primeiras membras muçulmanas e judias foram aceitas, e a primeira sem denominação religiosa em 1941.

## II Guerra Mundial
Durante a Guerra de Inverno cerca de 100.000 homens cujos postos de trabalho foram tomados pelas "Lottas" foram liberados para o serviço militar. As Lottas trabalharam em hospitais, em pontos de ataques aéreos e outras tarefas auxiliares em conjunto com as forças armadas. As Lottas, no entanto, eram oficialmente desarmadas. A única exceção foi uma bateria ante aérea voluntária em Helsínquia no verão de 1944, composto de membras da Lotta Svärd. A unidade portava rifles para auto-proteção, sendo assim a única unidade militar feminina armada das Forças de Defesa Finlandesas na história.
A grande necessidade de mão de obra levou a um apressado recrutamento e muitas vezes não havia tempo para treinar adequadamente as novas Lottas de acordo com os princípios da organização. Além disso, a maioria das novas recrutas eram jovens e inexperientes. Isso causou alguns atritos entre as veteranas e as novas recrutas.
Lotta Svärd sofreu perdas relativamente leves considerando o número de mulheres enviadas para uma zona de guerra, além da longa duração da guerra. Durante as guerras, 291 Lottas morreram, a maioria das quais (140) de doenças contaminadas em serviço. Sessenta e seis foram mortas perto do front de batalha, 47 em ataques aéreos e 34 em acidentes. As Lottas mortas em combate foram enterradas como "heroínas de guerra", em sepulturas de paróquias próximas as suas casas.
Apesar das alegações mais apressadas de apoio e conluio com o exército nazista, não há evidência clara que suporte a associação entre a organização como um todo e o nazismo alemão. Isto não exclui eventuais associações de suas membras; entretanto, não se pode afirmar que a Lotta Svard como organização tenha integralmente apoiado o regime nazista. Estando dentro do contexto da Segunda Guerra Mundial, os conflitos entre a Finlândia e a URSS se colocam dentro do contexto da Guerra de Inverno e da Guerra de Continuação, consequências do rompimento pela Alemanha do Pacto de Ribbentrop-Molotov através da Operação Barbarossa. Alguns autores entendem os conflitos entre Finlândia e URSS como um conflito separado da Segunda Guerra.

## Pós-II Guerra Mundial

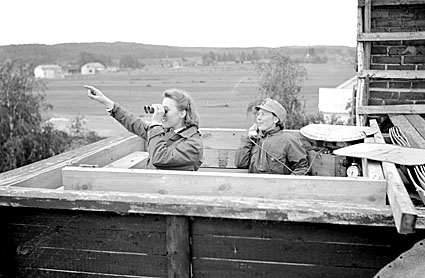
Lottas em um posto de vigilância de ataque aéreo durante a Segunda Guerra Mundial.

Quando a Guerra de Continuação acabou, a União Soviética exigiu que todas as organizações consideradas paramilitares, fascistas ou semi-fascistas deveriam ser banidas. Lotta Svärd foi um dos grupos que foi dissolvido, em 23 de novembro de 1944. No entanto, uma nova organização chamada Suomen Naisten Huoltosäätiö (Fundação de Apoio às Mulheres Finlandesas) foi iniciada e assumiu boa parte do espólio e das velhas propriedades da extinta organização. Esta ainda existe com o nome de Lotta Svärd Säätiö (Fundação Lotta Svärd).
Desde 4 de janeiro de 1995 as mulheres com idades entre 18 e 29 têm o direito de aplicar serviço voluntário para o serviço militar finlandês nas Forças de Defesa e são livres para entrar em qualquer forma de serviço, o que é concedido desde que cumpra o mínimo de condições físicas e de saúde.
A Lotta Svärd finlandesa tem inspirado outras organizações similares em outros países, e ainda há organizações similares na Suécia (Lottorna); o mesmo modelo é usado também na Dinamarca e na Noruega.